# Shadowplay
 Cronología del álbum Unknown Pleasures
«Shadowplay» (en español: «sombras chinescas») es una canción de Joy Division de su álbum Unknown Pleasures (1979). La canción fue escrita por los miembros de Joy Division: Bernard Sumner, Peter Hook, Ian Curtis y Stephen Morris. The Killers hicieron una versión de esta canción, y le dieron una nueva producción para su primer álbum compilatorio Sawdust de 2007. La versión se lanzó como primer sencillo promocional del álbum el 9 de octubre de 2007 como descarga digital para la tienda en línea iTunes únicamente.

## Información general
La letra se interpreta como una referencia a un suicidio, en la canción se puede escuchar "In the shadowplay acting out your own death, knowing no more" ("En el juego de sombras, representando tu propia muerte, a sabiendas de que ya no hay más") lo que se podría considerar como un antecedente a su futuro suicidio, ya que Curtis se suicidó el 18 de mayo de 1980 un año después de la publicación de la canción.

## Versión de The Killers
Las versiones son bastante diferentes entre sí; el cover es mucho más limpio en lo que se refiere a sonido y a saturación de guitarras, aparte de contar con coros que no trae la original. La canción se publicó como sencillo promocional en formato digital únicamente y de venta exclusiva para iTunes, y obtuvo una aceptación media en las listas de popularidad estadounidenses y canadienses, alcanzando el número 68 en el Billboard Hot 100 de Estados Unidos y la posición 49 en el Canadian Hot 100.
El vídeo se basa en el film en blanco y negro de 2007 "Control", del director y fotógrafo Anton Corbijn, el cual trata sobre la vida de Ian Curtis, cantante original de la canción, quien se suicidó en 1980. El vídeo musical muestra imágenes de la película junto con otras de The Killers, quienes aparecen en un televisor durante todo el tiempo. El vídeo musical fue publicado el 21 de noviembre de 2007.

## Listas de popularidad
| Listas de popularidad 2007 |                                  |          |
| País                       | Lista                            | Posición |
| Canadá                     | Canadian Hot 100                 | 42       |
| Estados Unidos             | The Billboard Hot 100            | 68       |
| Estados Unidos             | Billboard Hot Digital Songs      | 17       |
| Estados Unidos             | Billboard Hot Modern Rock Tracks | 19       |
| Estados Unidos             | Billboard Pop 100                | 43       |